# كبريتيد الكروم الثلاثي
كبريتيد الكروم الثلاثي هو مركب كيميائي لاعضوي صيغته Cr2S3، ويوجد على هيئة مسحوق بني إلى أسود.

## التحضير
يحضر المركب من التفاعل بين عنصري الكروم والكبريت عند درجات حرارة مرتفعة تصل إلى  1000 °س.
{\displaystyle \mathrm {2\ Cr+3\ S\longrightarrow Cr_{2}S_{3}} }

## الخواص
يوجد المركب في الشروط القياسية على هيئة مسحوق أسود، وهو غير قابل للانحلال في الماء. وفق دراسة البلورات بالأشعة السينية فإن للمركب بنية مركبة من بنية شبيهة ببنية النيكلين (زرنيخيد النيكل) وبنية شبيهة ببنية هيدروكسيد الكادميوم؛ ويبلغ فيها طول الرابطة بين ذرات الكروم مقدار 2.78 أنغستروم Å.